# چشمک‌سنج

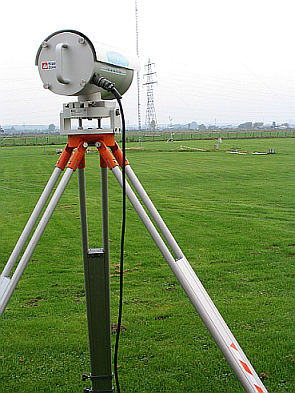
یک چشمک سنج دیافراگمی بزرگ (فرستنده)، برای اندازه‌گیری شار حرارت محسوس، در طول مسافت زیاد در سایت (زمین) اندازه‌گیری دانشگاه واخنینگن

یک چشمک سنج وسیله‌ای علمی است که برای اندازه‌گیری نوسانات کوچک در ضریب شکست هوا ناشی از تغییرات دما، رطوبت و فشار استفاده می‌شود. شامل یک فرستندهٔ نوری یا موج رادیویی و یک گیرنده در هر دو پایانهٔ مسیر انتشار جوی است. گیرنده شدت نوسانات یا سوسو زدن سیگنال (پیام) پخش شده را شناسایی و ارزیابی می‌کند.

## اساس عملکرد
شکست موج الکترومغناطیسی در اثر تغییرات دما، فشار و رطوبت منجر به تغییر مسیر انتشار موج می‌شود. ضریب شکست هوا (n) معمولاً حدود ۱٫۰۰۰۳ است اما می‌تواند متغیر باشد:
{\displaystyle N=n-1=77,6{\frac {p}{T}}+3,73\times 10^{5}{\frac {e}{T^{2}}}}